# مسعود زارعیان (مستندساز)
مسعود زارعیان (زادهٔ ۱۳۶۳ در مشهد)  فارغ التحصیل رشته تولید سیما در مقطع کارشناسی ارشد دانشکده صدا و سیما ، فیلمساز ، تهیه کننده و تدوینگر ایرانی است. وی در شانزدهمین جشنواره سینما حقیقت جایزه بهترین کارگردانی مستند در بخش بلند را از آن خود کرد و هم اکنون عضو انجمن صنفی کارگردانان مستند سینمای ایران است.
زارعیان پیش از ورود به عرصه فیلمسازی طلبه حوزه علمیه بوده و به گفته خودش در مواقعی حتی لباس روحانیت به تن می کرده است. به گفته خودش ، پس از ورود به عرصه فیلمسازی در دوران طلبگی "بارها تهدید به باطل شدن پرونده طلبگی" شده است و ورود سختی به دلیل طلبه بودنش به سینمای مستند داشته است.

## فیلم های مستند
- کارگردان مستند مدرسه حاج آقا (۱۳۸۹)
- کارگردان مستند چی بپوشم  (۱۳۹۱)
- کارگردان مستند ایمان (۱۳۹۳)
- کارگردان مستند علی ممد (۱۳۹۵)
- کارگردان مستند مرهم  (۱۳۹۷)
- کارگردان مستند پروانگی  (۱۳۹۹)
- تهیه کننده مستند خسوف (۱۳۹۸)
- کارگردان مستند غیرمسکونی (۱۴۰۱)
- کارگردان مستند در سرزمین یحیی  (۱۴۰۳)  [۶]

#### مجموعه مستند تلویزیونی سمت اقیانوس
زارعیان در سال ۱۴۰۳ مجموعه مستند تلویزیونی با عنوان سمت اقیانوس برای شبکه یک سیمای جمهوری اسلامی و آستان قدس رضوی ساخت که قصد تصویر کردن آدم ها و زائران معمولی و ناشناخته امام رضا را داشته است. 